# Myoblast city
Myoblast city (Mbc) è una proteina ortologa prodotta da Drosophila melanogaster della proteina Dock180 dei mammiferi. Gli esemplari mutati in questo gene esibiscono una chiusura difettosa dell'esoscheletro dorsale, difetti nell'organizzazione del citoscheletro, della miogenesi e dello sviluppo neuronale. È identificata dal codice Q9VCH4 nel sistema di database UniProt.